# آلفرد ریچه
آلفرد ریچه (انگلیسی: Alfred Rieche; ۲۸ آوریل ۱۹۰۲ – ۶ نوامبر ۲۰۰۱ (۹۹ سال)) شیمیدان اهل آلمان بود. واکنش فرمیل‌دار کردن ریچه در شیمی آلی به افتخار وی نامگذاری شده است.